# Synergist (Muskel)
Synergist (griechisch συνεργεῖν synergeín ‚zusammenarbeiten‘) wird in der Medizin ein Muskel genannt, der die Bewegung eines anderen Muskels unterstützt, verstärkt oder erst ermöglicht. Diese Definition kann nicht auf einen Muskel generell angewandt werden, sondern bezieht sich immer nur ausschließlich auf eine bestimmte Bewegung. So wirken bei verschiedenen Bewegungen des Musculus pectoralis major beispielsweise mal der Musculus triceps brachii (z. B. Bankdrücken oder Liegestütz) synergistisch, bei anderen jedoch der Musculus biceps brachii (z. B. Butterfly).
Man unterscheidet „direkte“ und „indirekte“ Synergisten.
Direkte Synergisten unterstützen die Arbeit des Agonisten, indem sie die gleiche oder eine sehr ähnliche Bewegung durchführen. So sind beispielsweise an der Beugung im Ellenbogengelenk drei Muskeln beteiligt, der Musculus biceps brachii, Musculus brachialis und Musculus brachioradialis, die je nach Stellung des Gelenkes unterschiedlich stark wirken, jedoch fast immer direkte Synergisten der anderen sind.
Indirekte Synergisten ermöglichen die Arbeit des Agonisten überhaupt, indem sie Knochenpunkte fixieren, an denen der Agonist inseriert. So wäre z. B. das Heben des Beines beim Gehen unmöglich ohne die indirekt synergistische Wirkung der Bauchmuskeln (vor allem Musculus rectus abdominis), die das Becken fixieren. Ohne die Fixation des Beckens würde eine Kontraktion der Beinheber ein Vorkippen des Beckens bewirken und nicht ein Anheben des Beines. Gesteuert werden diese Muskelreaktionen durch posturale Reaktionen des Hirnstamms, welche „statische und dynamische, hochkomplexe sensomotorische Grundbausteine“ zusammenfügt. Je präziser diese posturalen Synergien zusammenarbeiten, desto flüssiger, sicherer und anstrengungsloser wirkt die ausgeführte Bewegung. Das Zusammenspiel der Synergisten kann durch viele Wiederholungen trainiert und verfeinert werden.
Die Kenntnis muskulärer Synergisten (vor allem der indirekten Synergisten) ist entscheidend wichtig für alle Menschen, die aktiv oder passiv mit Bewegung arbeiten, z. B. Sportler, Physiotherapeuten, Trainer, Sportärzte etc., da das Übersehen eines Synergisten bei Durchführung bestimmter (häufig wiederkehrender) Bewegungen oft der Grund für das Auftreten oder Aufrechterhalten von Beschwerden sein kann.

## Beispiel äußere Augenmuskeln
An jedem Auge existieren jeweils sechs äußere Augenmuskeln, die für seine koordinierten Bewegungen zuständig sind. Jeweils zwei von ihnen weisen eine ähnliche Muskelebene auf und drehen das Auge um eine fast identische Drehachse, dies jedoch jeweils in einer entgegengesetzten Drehrichtung. Diese Muskeln nennt man Antagonisten. Demgegenüber bezeichnet man Muskeln, die das Auge um eine ähnliche Drehachse in die gleiche Richtung bewegen, als Synergisten. Diese Terminologie findet auch dann Verwendung, wenn lediglich Teilfunktionen der jeweiligen Muskeln übereinstimmen oder einander entgegenwirken. Sie ist nur für Duktionen, also Bewegungen eines Auges, vollständig anwendbar. Erweitert man die Betrachtung auch auf das Gegenauge um die Beschreibung von kontralateralen Synergisten und Antagonisten bei der Ausführung von binokularen Blickbewegungen, so muss diese Definition für Vergenzen, gegensinnige Augenbewegungen, eingeschränkt werden.
- Ipsilaterale (gleichseitige) Synergisten und Antagonisten im Hinblick auf die jeweilige Muskelfunktion

| Agonist            | Funktion                       | Synergisten                                                              | Antagonisten |
| ------------------ | ------------------------------ | ------------------------------------------------------------------------ | --- |
| M. rect. medialis  | Adduktion                      | M. rect. superior, M. rect. inferior                                     | M. rect. lateralis, M. obl. superior, M. obl. inferior                                                                          |
| M. rect. lateralis | Abduktion                      | M. obl. superior, M. obl. inferior                                       | M. rect. medialis, M. rect. superior, M. rect. inferior                                                                         |
| M. rect. superior  | Hebung Innenrollung Adduktion  | M. obl. inferior M. obl. superior M. rect. medialis, M. rect. inferior   | M. rect. inferior, M. obl. superior M. rect. inferior, M. obl. inferior M. rect. lateralis, M. obl. superior, M. obl. inferior  |
| M. rect. inferior  | Senkung Außenrollung Adduktion | M. obl. superior M. obl. inferior M. rect. medialis, M. rect. superior   | M. rect. superior, M. obl. inferior M. obl. superior, M. rect. superior M. rect. lateralis, M. obl. superior, M. obl. inferior  |
| M. obl. superior   | Senkung Innenrollung Abduktion | M. rect. inferior M. rect. superior M. rect. lateralis, M. obl. inferior | M. rect. superior, M. obl. inferior M. rect. inferior, M. obl. inferior M. rect. medialis, M. rect. superior, M. rect. inferior |
| M. obl. inferior   | Hebung Außenrollung Abduktion  | M. rect. superior M. rect. inferior M. rect. lateralis, M. obl. superior | M. rect. inferior, M. obl. superior M. obl. superior, M. rect. superior M. rect. medialis, M. rect. superior, M. rect. inferior |

- Grafische Darstellung der Beteiligung einzelner Muskeln (Synergisten) an den jeweiligen Drehbewegungen am Beispiel des rechten Auges

|                                                                                  |                                                                                   |                                                                                        |                                                                                |                                                                                        |                                                                                        |
| Hebung. Hauptbeteiligte sind der M. rectus superior und der M. obliquus inferior | Senkung. Hauptbeteiligte sind der M. rectus inferior und der M. obliquus superior | Adduktion. Hauptbeteiligter ist der M. rectus medialis, sowie die vertikalen Mm. recti | Abduktion. Hauptbeteiligter ist der M. rectus lateralis, sowie die Mm. obliqui | Innenrollung. Hauptbeteiligte sind der M. obliquus superior und der M. rectus superior | Außenrollung. Hauptbeteiligte sind der M. obliquus inferior und der M. rectus inferior |